# Karel Tomeš
Karel Tomeš (11. července 1877 Helvíkovice – 28. ledna 1945 Dachau) byl československý politik, v letech 1925–1935 starosta Brna.
Jeho vnukem je právník Igor Tomeš.

## Biografie
Narodil se do rodiny tkalce Karla Tomeše staršího a jeho manželky Anny, rozené Dvořákové. V roce 1882 se jeho rodina přestěhovala do Brna. Zde absolvoval gymnázium a poté studoval práva, která ale nedokončil. V roce 1901 se v Brně oženil s Bohumilou Srpovou (1882–1946), dcerou tamního pasíře Jana Srpa. Měli spolu syny Karla Josefa (1902–1952) a Zdeňka (1905–1980).

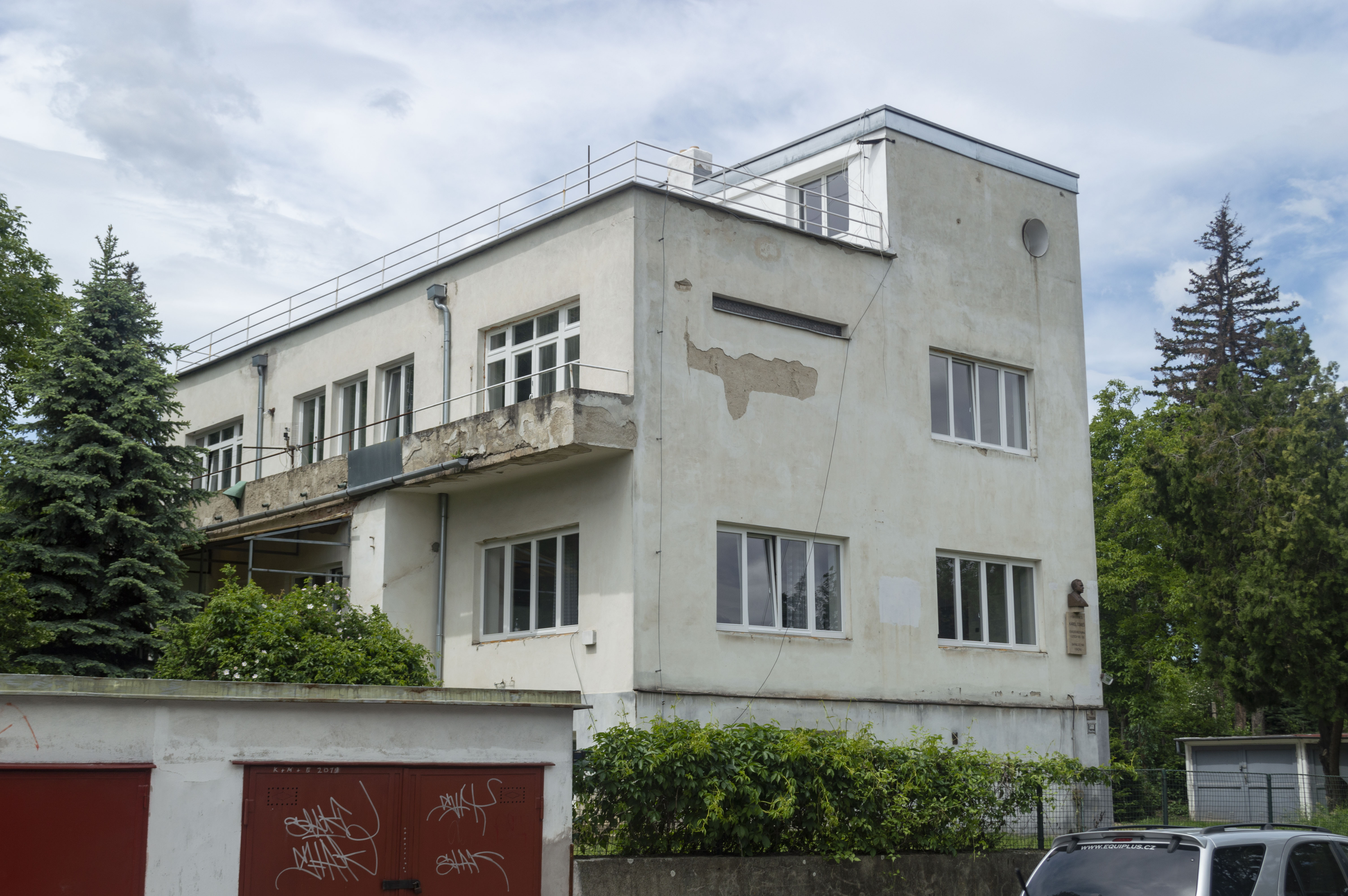
Tomešova vila, kterou si nechal vystavět v letech 1927–1928 podle návrhu architekta Oskara Pořísky

Pracoval u Moravského zemského výboru, kde se stal účetním ředitelem. Na začátku první světové války narukoval a již na konci roku 1914 se vzdal ruským vojákům. K československým legiím se přihlásil v roce 1917, o dva roky později se vrátil do Brna. V dalších letech působil v Československé obci legionářské. Od roku 1924 byl městským zastupitelem za Československou stranu socialistickou (od 1926 Československá strana národně socialistická), na konci roku 1925 se stal starostou Brna. Zvolen byl i podruhé, v roce 1929, a ve funkci zůstal do roku 1935.

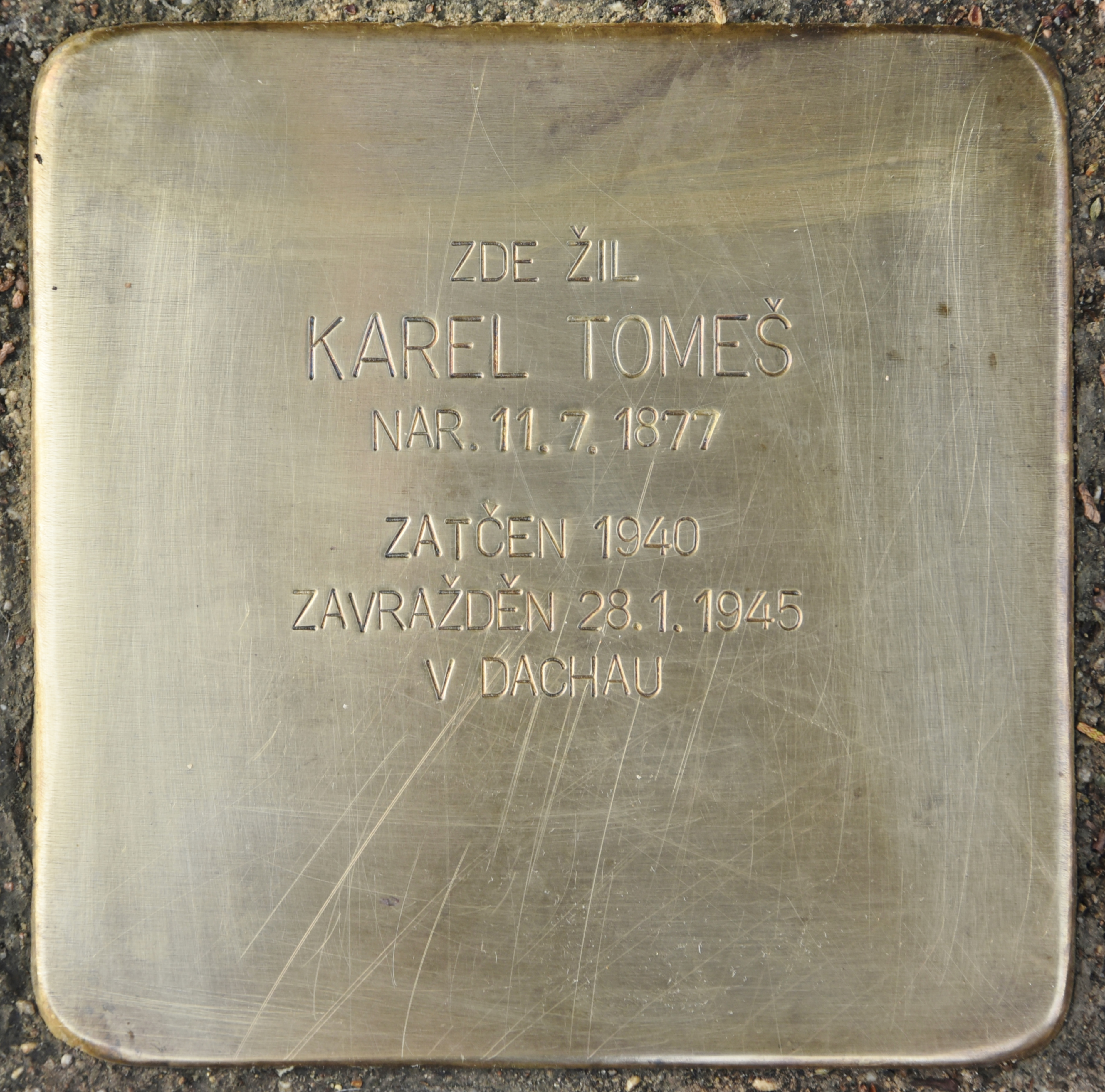
Stolperstein umístěný před vilou v Tomešově ulici

V letech 1927 až 1928 si nechal na Starém Brně v tehdejší Zachově ulici (nyní Tomešova ulice) vystavět podle návrhu architekta Oskara Pořísky vilu ve funkcionalistickém stylu, která byla v roce 1953 znárodněna. V 90. letech 20. století byla navrácena dědicům Karla Tomeše.
V roce 1940 byl zatčen na Poldovce a poté vězněn v různých věznicích v Německu. Po uplynutí trestu o délce 3,5 roku byl vrácen do Brna, tam se však ani po osmi měsících strávených v Kounicových kolejích nedočkal propuštění. V srpnu 1944 byl převezen do koncentračního tábora Dachau, kde v lednu 1945 zemřel na skvrnitý tyfus, který mu byl naočkován.
V Brně je po něm ve čtvrti Staré Brno pojmenována od roku 1946 ulice Tomešova, kde sám bydlel.